# Полномочный представитель президента Российской Федерации в федеральном округе
Полномочный представитель Президента Российской Федерации в федеральном округе — должностное лицо, назначаемое Президентом России, представляет Президента России в пределах федерального округа, обеспечивает реализацию конституционных полномочий главы государства на территории округа.
Полномочный представитель является федеральным государственным служащим и входит в состав Администрации Президента Российской Федерации.
Полномочный представитель Президента Российской Федерации в федеральном округе формально не является руководителем для глав входящих в округ субъектов. Он выступает представителем Президента Российской Федерации и координирует работу существующих на уровне округов территориальных органов федеральных органов исполнительной власти. К их числу относятся:
- управления Генеральной прокуратуры Российской Федерации
- округа войск Росгвардии
- главные управления Банка России
- региональные таможенные управления ФТС России
- управления Росрезерва
- управления Роскомнадзора
- департаменты Росприроднадзора

Институт полномочных представителей образован 13 мая 2000 года указом Президента Российской Федерации (преобразован из института полномочных представителей в регионах Российской Федерации). Этим же указом утверждено Положение о полномочном представителе Президента Российской Федерации в федеральном округе.

## Биографии полпредов
Из 7 первых полномочных представителей Президента, назначенных в 2000 году, 5 имели биографию, связанную с силовыми структурами (Казанцев и Пуликовский представляли вооружённые силы и имели опыт в чеченском конфликте, Полтавченко и Черкесов ранее служили в КГБ СССР, Латышев — в МВД СССР), гражданскими чиновниками были Кириенко и Драчевский.
Половина из 12 назначавшихся на эту должность впоследствии, в 2003—2009 годах, также связана с силовыми структурами — прокуроры Устинов и Коновалов, бывшие сотрудники КГБ Рапота, Винниченко и Сафонов, генерал армии Квашнин; Матвиенко, Клебанов, Яковлев, Козак, Исхаков, Сафонов и Ишаев являются выходцами из гражданской политической элиты (мэры, губернаторы, министры) 1990-х годов.
В период нахождения Дмитрия Медведева на посту Президента институциональное влияние представителей силовых структур несколько снизилось. Среди относящихся к ним полпредов, занимавших должность в 2010—2013 годах, можно выделить лишь Устинова, Винниченко и Булавина. Значительную долю назначенцев этого периода составили федеральные гражданские служащие (Хлопонин, Говорун, Беглов) и представители регионального и муниципального уровней государственной власти (Ишаев, Толоконский, Бабич и Куйвашев). Ни к одной из названных групп не принадлежит полпред в УрФО Холманских, который до назначения на должность не занимался политикой и работал в производственной сфере.
Биография значительной части полпредов связана с Санкт-Петербургом, родным городом обоих российских Президентов этого периода. Помимо четырёх представителей на Северо-Западе (Черкесова, Матвиенко, Клебанова и Винниченко), в Ленинграде-Петербурге работали также Полтавченко, Беглов, Козак, Яковлев.
По состоянию на июль 2018 года, рекорд и антирекорд по продолжительности занятия должности полпреда Президента Российской Федерации принадлежат госслужащим, занимавшим эту должность в Центральном федеральном округе. Дольше всех должность полпреда занимал Георгий Полтавченко — 11 лет 3 месяца и 13 дней, меньше всех в должности проработал Алексей Гордеев — 4 месяца и 23 дня.
Примечательно, что вторую строчку данного неформального списка также занимает пара полпредов главы государства в одном и том же федеральном округе — Южном. Владимир Устинов занимает эту должность более десяти лет. При этом полпред Владимир Яковлев на протяжении 6 месяцев и 4 дней занимал этот пост.
Четыре полпреда занимали эту должность в двух разных округах: Винниченко в 2008—2011 годах был полномочным представителем в УрФО, а в 2011—2013 на Северо-Западе. Рапота в 2007—2008 годах работал в Южном округе, а в 2008—2011 годах в Приволжском. Белавенцев в 2014—2016 годах представлял Президента России в Крымском федеральном округе, а в 2016—2018 годах работал полпредом на Северном Кавказе. Николай Цуканов в 2016—2017 годах являлся представителем Президента Российской Федерации в Северо-Западном федеральном округе, а в 2018—2020 годах занимал пост полпреда в УрФО. Трое, за исключением Николая Цуканова, были непосредственно переведены из одного округа в другой.

## Список полномочных представителей
Ниже приводится список полномочных представителей Президента Российской Федерации в федеральных округах. После даты назначения или освобождения от должности стоит номер указа Президента Российской Федерации, которым произведено назначение или освобождение от должности. В связи с реорганизацией Администрации Президента Российской Федерации, произведённой указом Президента Российской Федерации от 25 марта 2004 года. № 400, 26 марта 2004 года. полномочные представители были переназначены (одним указом освобождены от занимаемой должности и вновь назначены на эту же должность).
Указом Президента Российской Федерации от 30 апреля 2008 года. № 634 установлено, что замещение должностей федеральной государственной гражданской службы в Администрации Президента Российской Федерации, назначение на которые производится Президентом Российской Федерации, осуществляется федеральными государственными гражданскими служащими в течение срока исполнения Президентом Российской Федерации своих полномочий (таким образом, с момента вступления в должность Президента Российской Федерации Д. А. Медведева 7 мая 2008 года. полномочные представители Президента в федеральных округах освобождались от своих должностей без принятия каких-либо специальных правовых актов).
Указом Президента Российской Федерации от 7 мая 2008 года. № 718 федеральным государственным гражданским служащим Администрации Президента Российской Федерации, назначенным на должности Президентом Российской Федерации, прекратившим исполнение своих полномочий, поручено временно исполнять обязанности по замещаемым ими должностям впредь до осуществления Президентом Российской Федерации соответствующих назначений.
Указом Президента Российской Федерации от 21 мая 2012 года № 636 установлено, что министр Российской Федерации по развитию Дальнего Востока одновременно является полномочным представителем Президента Российской Федерации в Дальневосточном федеральном округе. С мая 2018 года полномочный представитель Президента Российской Федерации в ДФО, единственный из полномочных представителей, является также заместителем Председателя Правительства Российской Федерации. До этого момента должности Заместителя Председателя Правительства Российской Федерации и полпреда Президента Российской Федерации одновременно занимал представитель главы государства в Северо-Кавказском федеральном округе А. Г. Хлопонин (2010—2014 гг.)

### Центральный федеральный округ
Образован 13 мая 2000 года.
- Полтавченко, Георгий Сергеевич (18 мая 2000 / 26 марта 2004 / 14 мая 2008 — 31 августа 2011)[3][4][5][6]
- Говорун, Олег Маркович (6 сентября 2011 — 21 мая 2012)[7][8]
- Беглов, Александр Дмитриевич (23 мая 2012 — 25 декабря 2017)[9][10]
- Гордеев, Алексей Васильевич (25 декабря 2017 — 18 мая 2018)[11][12]
- Щёголев, Игорь Олегович (с 26 июня 2018, № 367 / 14 мая 2024 г., № 349)[13]

### Северо-Западный федеральный округ
Образован 13 мая 2000 года.

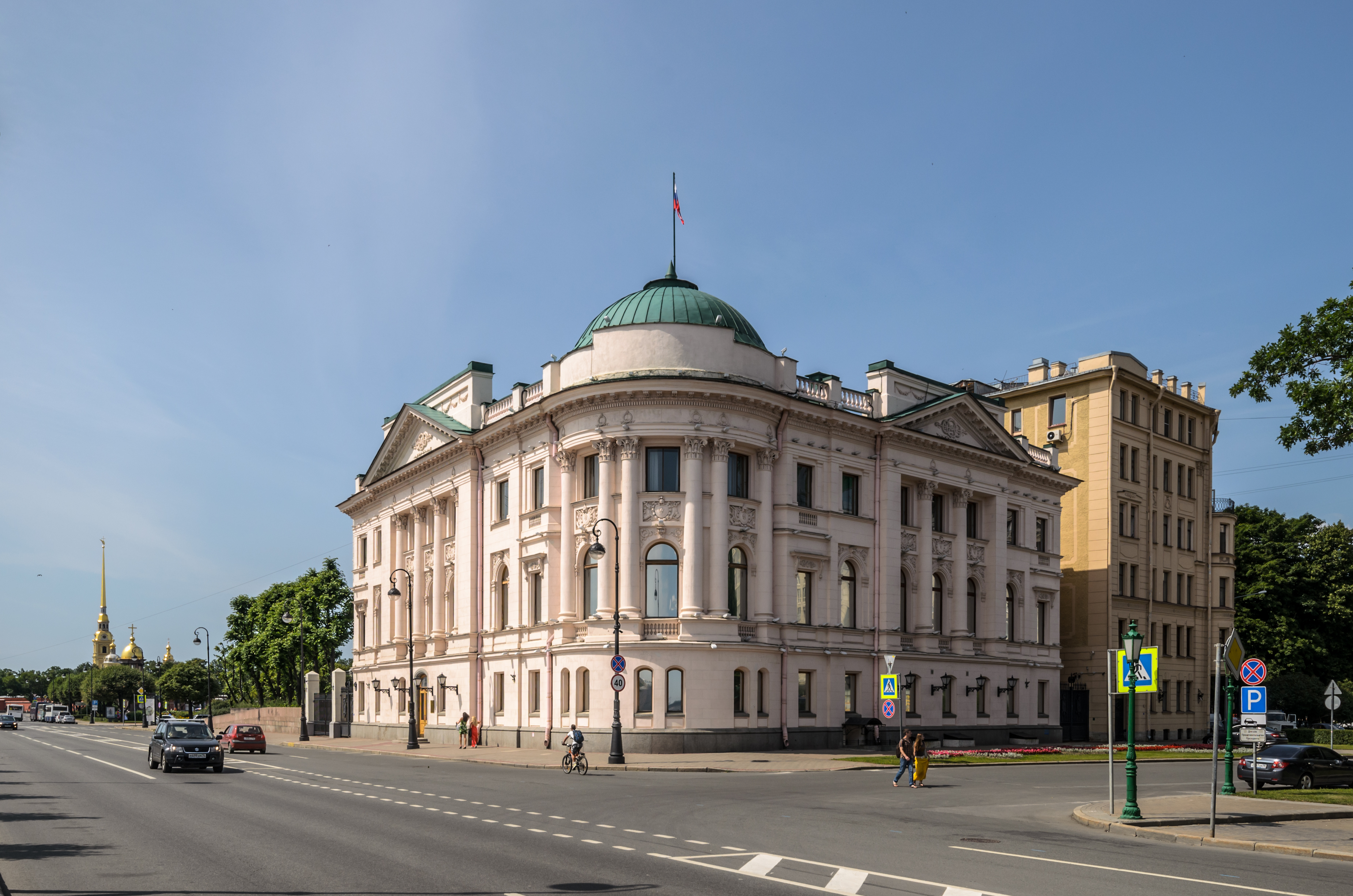
Представительство Президента Российской Федерации в Северо-Западном федеральном округе (Санкт-Петербург)

- Черкесов, Виктор Васильевич (18 мая 2000 — 11 марта 2003)[14][15]
- Матвиенко, Валентина Ивановна (11 марта — 15 октября 2003)[16][17]
- Клебанов, Илья Иосифович (1 ноября 2003 / 26 марта 2004 / 14 мая 2008 — 6 сентября 2011, № 1161)[18][19][20][21]
- Винниченко, Николай Александрович (6 сентября 2011 / 25 мая 2012 — 11 марта 2013)[22][23][24]
- Булавин, Владимир Иванович (11 марта 2013 — 28 июля 2016)[25][26]
- Цуканов, Николай Николаевич (28 июля 2016 — 25 декабря 2017)[27][28]
- Беглов, Александр Дмитриевич (25 декабря 2017 — 3 октября 2018)[10][29]
- Гуцан, Александр Владимирович (с 7 ноября 2018, № 637 / 14 мая 2024 г., № 350)[30]

### Южный федеральный округ

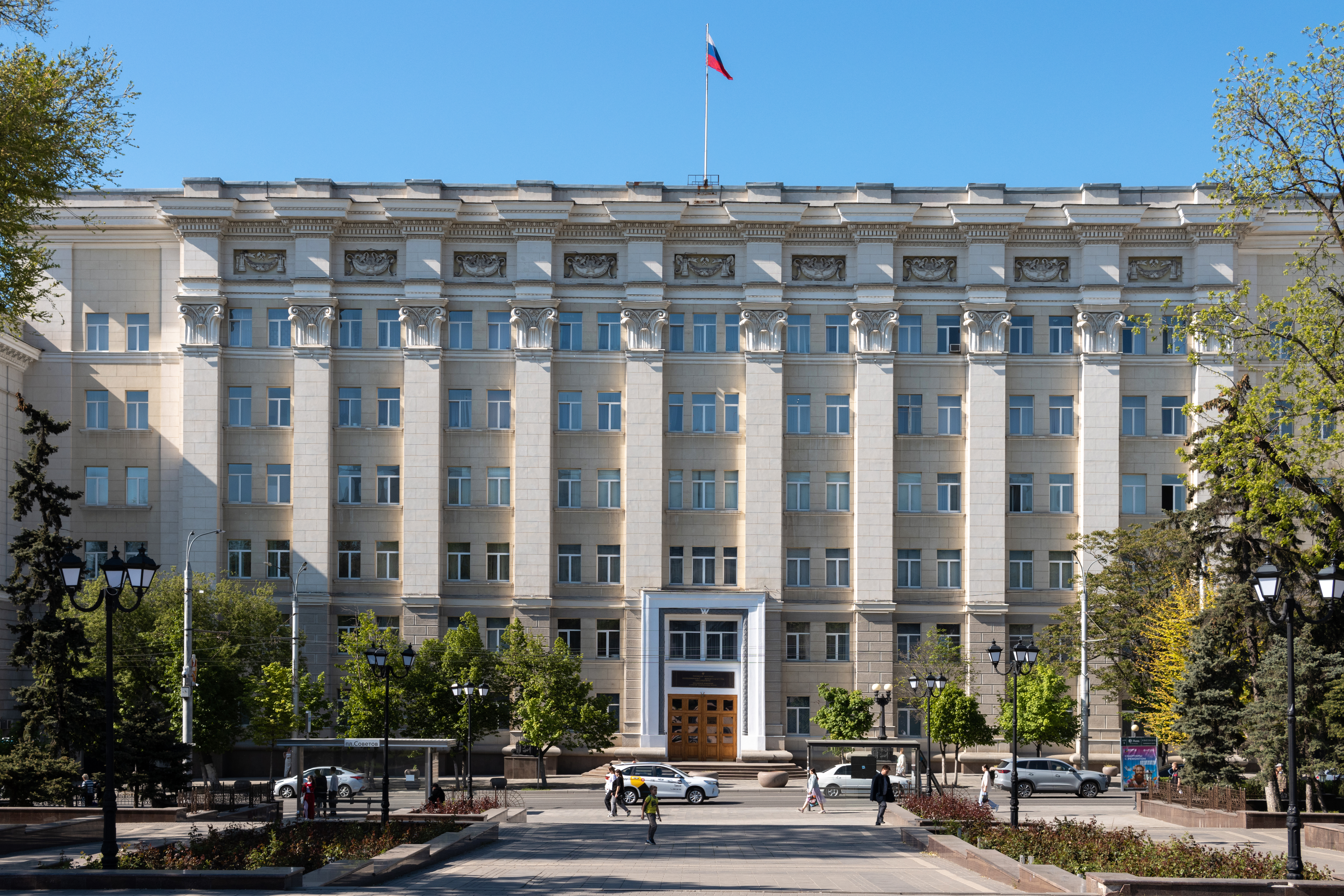
Представительство Президента Российской Федерации в Южном федеральном округе (Ростов-на-Дону)

Образован 13 мая 2000 года как Северо-Кавказский федеральный округ. 21 июня 2000 года переименован в Южный федеральный округ. 28 июля 2016 года в состав округа включён упразднённый Крымский федеральный округ.
- Казанцев, Виктор Германович (18 мая 2000 — 9 марта 2004)[33][34]
- Яковлев, Владимир Анатольевич (9 марта / 26 марта — 13 сентября 2004)[35][36][37]
- Козак, Дмитрий Николаевич (13 сентября 2004 — 24 сентября 2007)[38][39]
- Рапота, Григорий Алексеевич (9 октября 2007 — 14 мая 2008)[40][41]
- Устинов, Владимир Васильевич (с 14 мая 2008 / 25 мая 2012 / 28 июля 2016 / 26 июня 2018, № 369 / 14 мая 2024 г., № 351)[42][43][32][44]

### Северо-Кавказский федеральный округ
Образован 19 января 2010 года путём выделения части субъектов из состава Южного федерального округа.
- Хлопонин, Александр Геннадиевич (19 января 2010 / 21 мая 2012 — 12 мая 2014)[46][47][48]
- Меликов, Сергей Алимович (12 мая 2014 — 28 июля 2016)[49][50]
- Белавенцев, Олег Евгеньевич (28 июля 2016 — 26 июня 2018)[51][52]
- Матовников, Александр Анатольевич (26 июня 2018 — 22 января 2020)[53][54]
- Чайка, Юрий Яковлевич (с 22 января 2020  / 14 мая 2024 г., № 352)[55]

### Приволжский федеральный округ
Образован 13 мая 2000 года.

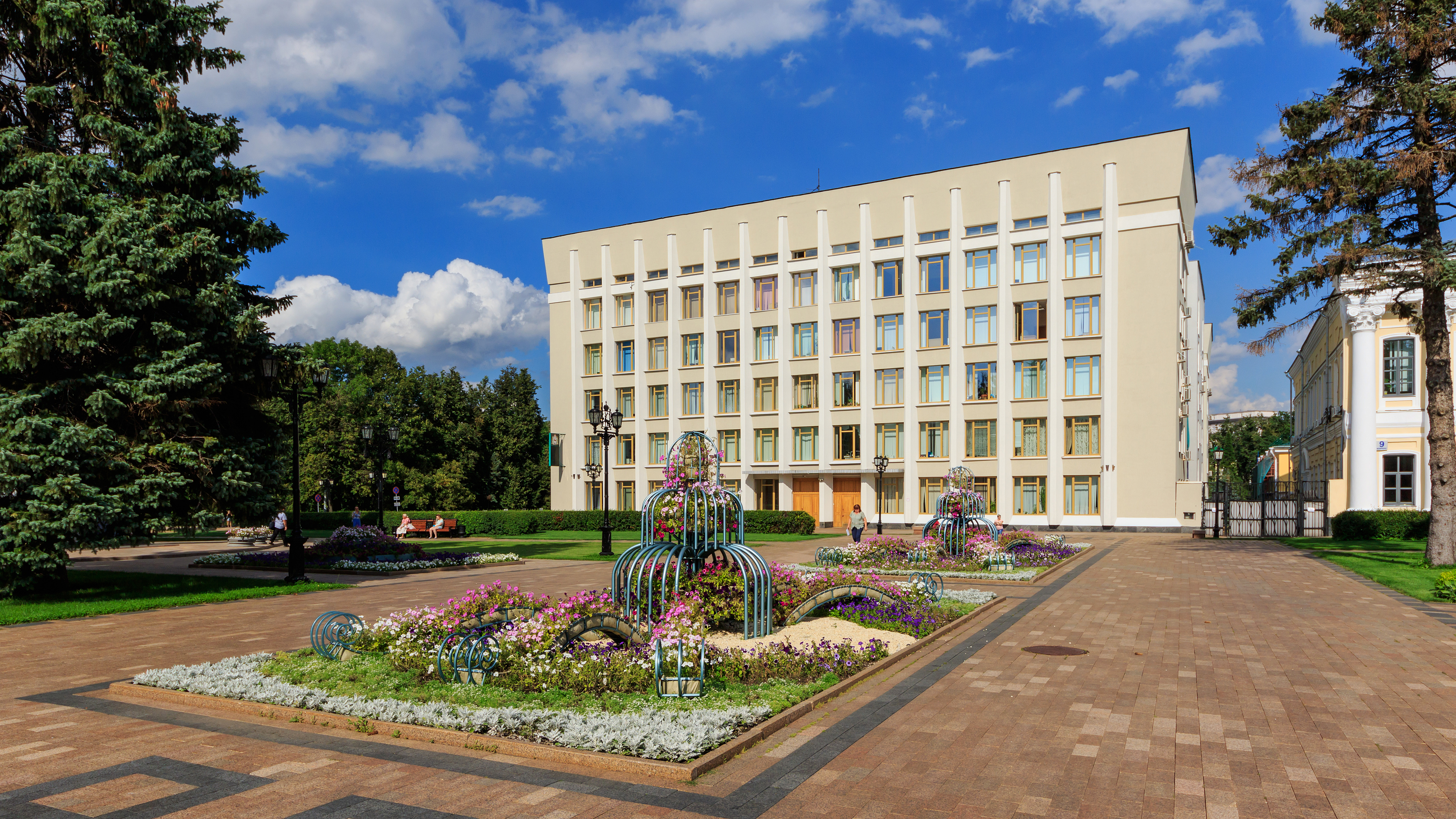
Представительство президента Российской Федерации в приволжском федеральном округе. Кремль, Нижний Новгород

- Кириенко, Сергей Владиленович (18 мая 2000 / 26 марта 2004 — 14 ноября 2005)[56][57][58]
- Коновалов, Александр Владимирович (14 ноября 2005 — 12 мая 2008)[59][60]
- Рапота, Григорий Алексеевич (14 мая 2008 — 14 декабря 2011)[41][61]
- Бабич, Михаил Викторович (15 декабря 2011 / 25 мая 2012 — 24 августа 2018)[62][63][64]
- Комаров, Игорь Анатольевич (с 7 сентября 2018 / 14 мая 2024 г.)[65]

### Уральский федеральный округ
Образован 13 мая 2000 года.

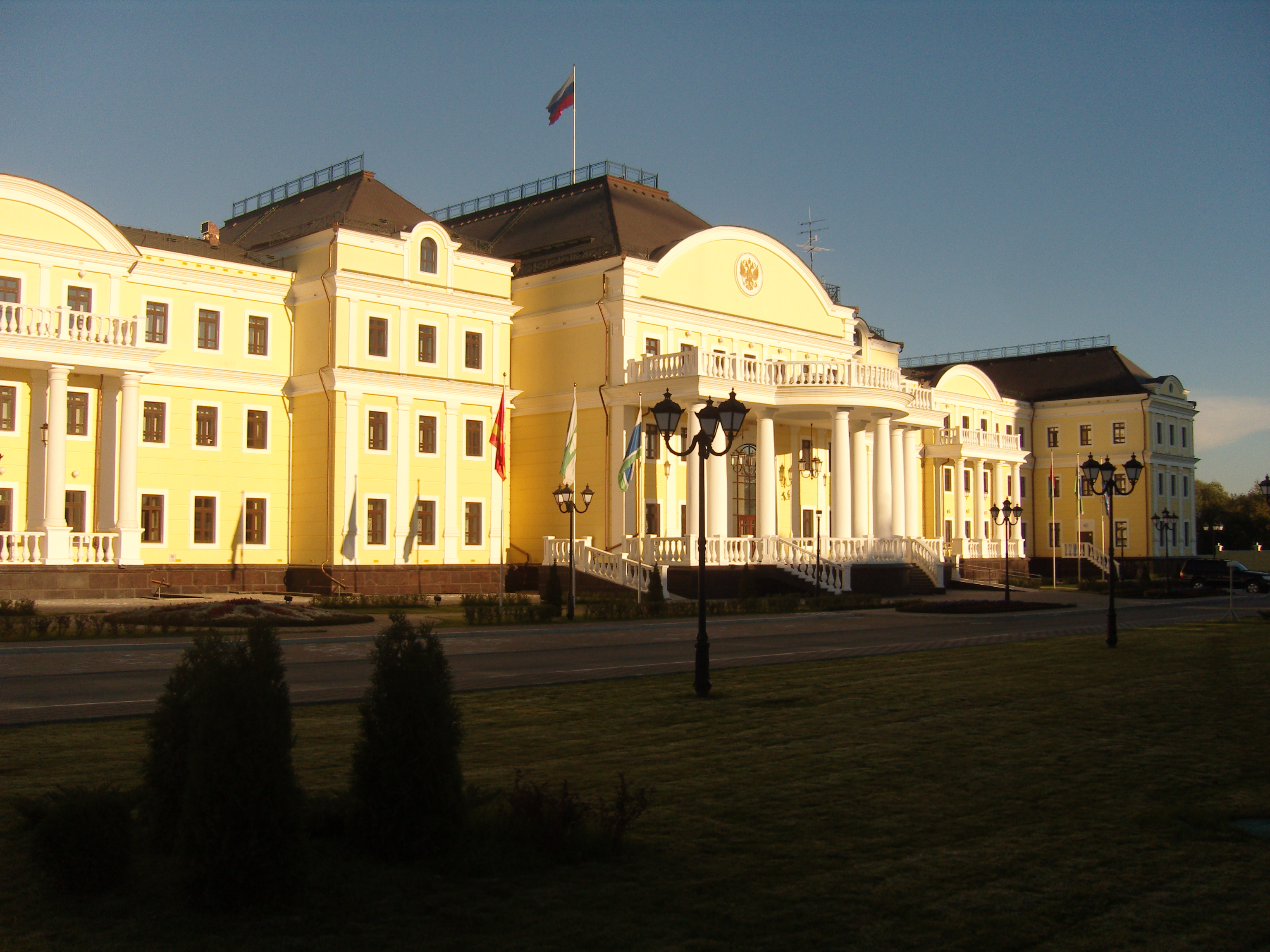
Представительство Президента Российской Федерации в Уральском федеральном округе (Екатеринбург)

- Латышев, Пётр Михайлович (18 мая 2000 / 26 марта 2004 / 14 мая 2008 — 2 декабря 2008)[66][67][68]
- Крупкин, Владимир Леонидович (и. о. 2—8 декабря 2008)
- Винниченко, Николай Александрович (8 декабря 2008 — 6 сентября 2011)[69][22]
- Куйвашев, Евгений Владимирович (6 сентября 2011 — 14 мая 2012)[70][71]
- Холманских, Игорь Рюрикович (18 мая 2012 — 26 июня 2018)[72][73]
- Цуканов, Николай Николаевич (26 июня 2018 — 9 ноября 2020)[74][75]
- Якушев, Владимир Владимирович (9 ноября 2020 / 14 мая 2024 — 24 сентября 2024)[76]
- Жога, Артём Владимирович (со 2 октября 2024)[77]

### Сибирский федеральный округ
Образован 13 мая 2000 года. 3 ноября 2018 года из состава округа исключены Бурятия и Забайкальский край, включённые в Дальневосточный федеральный округ.

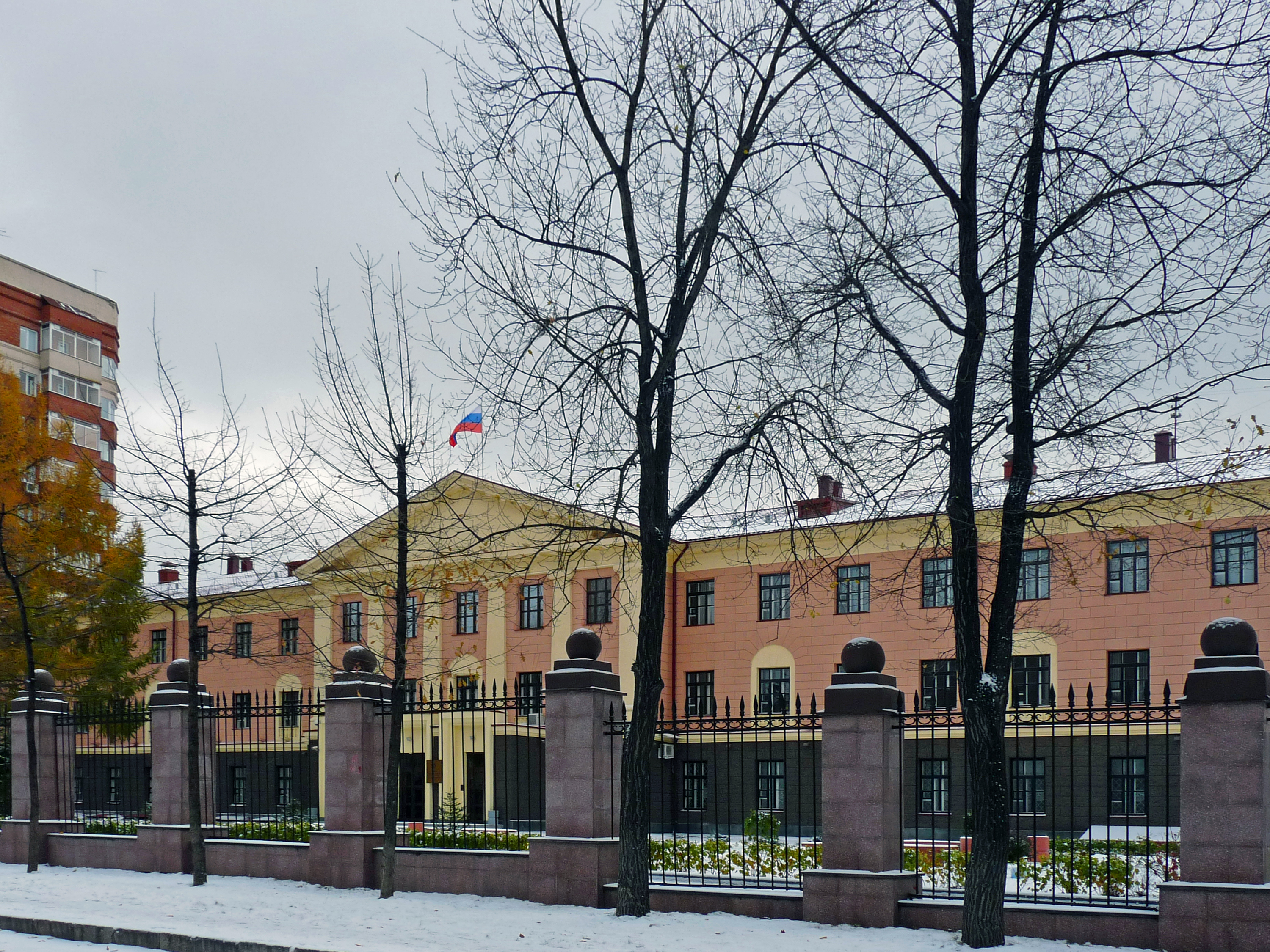
Представительство Президента Российской Федерации в Сибирском федеральном округе (Новосибирск)

- Драчевский, Леонид Вадимович (18 мая 2000 / 26 марта 2004 — 9 сентября 2004)[79][80][81]
- Квашнин, Анатолий Васильевич (9 сентября 2004 / 14 мая 2008 — 9 сентября 2010)[82][83][84]
- Толоконский, Виктор Александрович (9 сентября 2010 / 25 мая 2012 — 12 мая 2014)[85][86][87]
- Рогожкин, Николай Евгеньевич (12 мая 2014 — 28 июля 2016)[88][89]
- Меняйло, Сергей Иванович (28 июля 2016 / 26 июня 2018 — 9 апреля 2021)[90][91][92]
- Серышев, Анатолий Анатольевич (с 12 октября 2021 / 14 мая 2024)[93]

### Дальневосточный федеральный округ
Образован 13 мая 2000 года. 3 ноября 2018 года в состав округа включены Бурятия и Забайкальский край, исключённые из Сибирского федерального округа.

Старое здание представительства Президента Российской Федерации в Дальневосточном федеральном округе (Хабаровск)

- Пуликовский, Константин Борисович (18 мая 2000 / 26 марта 2004 — 14 ноября 2005)[94][95][96]
- Исхаков, Камиль Шамильевич (14 ноября 2005 — 2 октября 2007)[97][98]
- Сафонов, Олег Александрович (29 октября 2007 / 14 мая 2008 — 30 апреля 2009)[99][100][101]
- Ишаев, Виктор Иванович (30 апреля 2009 / 21 мая 2012 — 31 августа 2013)[102][103][104]
- Трутнев, Юрий Петрович (с 31 августа 2013 / 18 мая 2018)[105][106]

### Крымский федеральный округ
Образован 21 марта 2014 года в связи с присоединением Крыма к России. 28 июля 2016 года округ был упразднён и включён в состав Южного федерального округа.
- Белавенцев, Олег Евгеньевич (21 марта 2014 — 28 июля 2016)[108][51]

## Резиденции полномочных представителей
28 июля 2000 года указом Президента Российской Федерации определены здания, предоставляемые для размещения полномочных представителей Президента Российской Федерации в федеральных округах и сотрудников их аппаратов:
- Центральный федеральный округ — Москва, ул. Никольский переулок, д. 6;
- Северо-Западный федеральный округ — Санкт-Петербург, Петровская набережная, д. 2; Васильевский остров, 3-я линия, д. 12;
- Южный федеральный округ — Ростов-на-Дону, ул. Большая Садовая, д. 73;
- Северо-Кавказский федеральный округ — Пятигорск, проспект Кирова, 26 (в соответствии с указом Президента Российской Федерации от 19 января 2010)[110];
- Приволжский федеральный округ — Нижний Новгород, Кремль, корп. 1, под. 1 и 3;
- Уральский федеральный округ — Екатеринбург, ул. Карла Либкнехта, д. 44 (в соответствии с Указом Президента Российской Федерации от 5 августа 2002 — Екатеринбург, ул. Добролюбова, д. 11)[111];
- Сибирский федеральный округ — Новосибирск, ул. Державина, д. 18;
- Дальневосточный федеральный округ — Владивосток, о. Русский, п. Аякс, дом 10, лит. H, корпус В;
- Крымский федеральный округ — Симферополь (в соответствии с указом Президента Российской Федерации от 21 марта 2014; до 28 июля 2016)[107][51]